# João Pedro Pinto Cardoso
João Pedro Pinto Cardoso (sinh ngày 10 tháng 2 năm 1997) là một cầu thủ bóng đá người Bồ Đào Nha thi đấu ở vị trí tiền vệ cho FC Porto B ở LigaPro.